# Eishockey-Landesliga Bayern 1987/88
Die Eishockey-Landesliga Bayern 1987/88 wurde unter dem Dach des Bayerischen Eissportverbandes (BEV) organisiert und war nach der Bayernliga eine der sechsthöchsten Spielklassen im deutschen Eishockey.

## Saisonverlauf
In der 40. Ausspielung dieser Liga wurde der VER Selb bayerischer Landesligameister und war zugleich als Aufsteiger für die nächste Bayernligasaison 1988/89 qualifiziert. Vizemeister ohne Aufstiegsrecht wurde der EV Berchtesgaden. Absteiger war der Kulmbacher EC 1b. Das Team des TSV Kottern hat sich nach nur einer Saison in der BLL wieder aus der Liga zurückgezogen. Weitere Rückzieher waren der EV Berchtesgaden und der EV Regensburg 1b.

### Modus
In der Saison 1987/88 wurde mit 41 Mannschaften in fünf Hauptrundengruppen eine Einfachrunde ausgespielt. Nach der Hauptrunde waren jeweils die Gruppensieger für die Meister- und Aufstiegsrunde qualifiziert, in welcher der bayerische Landesligameister und Aufsteiger in die Bayernliga ermittelt wurde. Am Ende der Saison gab es einen Absteiger und drei Rückzieher.

## Teilnehmer
Nicht mehr dabei waren die Auf- und Absteiger der Vorsaison. Neu hinzukamen vier Mannschaften aus der Natureis-Bayernliga, die Natureisliiga wurde aufgelöst, der VER Selb, Rückzieher aus der 2. Bundesliga, der ERC Regen, Absteiger aus der Bayernliga und die Aufsteiger aus der bayerischen Kreisliga.

### Hauptrunde
| Platz | Gruppe 1 (Nord)      | Gruppe 2 (Ost)       | Gruppe 3 (Mitte)       | Gruppe 4 (Süd)          | Gruppe 5 (West)       |
| ----- | -------------------- | -------------------- | ---------------------- | ----------------------- | --------------------- |
| 1.    | ERC Selb (A)         | ASV Dachau           | EV Berchtesgaden       | ESV Bad Bayersoien (NB) | TSV Marktoberdorf     |
| 2.    | ERV Schweinfurt      | ESC Vilshofen        | EC Schwaig             | EV Mittenwald           | SG Hopferau-Eisenberg |
| 3.    | ERSC Amberg          | EV Aich              | TC 60 Rosenheim        | VfL Denklingen          | TSV Kottern (N)       |
| 4.    | EHC Bad Kissingen    | EV Regensburg 1b (R) | ETC Höhenkirchen       | SC Eibsee-Grainau (NB)  | ESV Türkheim          |
| 5.    | EV Weiden (N)        | ESV Gebensbach       | SC Gaißach (NB)        | MTV Dießen (NB)         | TSV Oberbeuren        |
| 6.    | EC Erkersreuth       | ERC Regen (A)        | EC Planegg-Geisenbrunn | SV Hohenfurch           | SC Memmingen 1b (N)   |
| 7.    | ESV Höchstadt        | EV Bruckberg         | EV Fürstenfeldbruck 1b | SC Forst                | SV Kempten 1b         |
| 8.    | ERC Haßfurt          | SC Ergolding         | ERSC Ottobrunn         | –                       | –                     |
| 9.    | ESV Würzburg         | –                    | USC München            | –                       | –                     |
| 10.   | Kulmbacher EC 1b (N) | –                    | –                      | –                       | –                     |

Gruppensieger = fett gedruckt, (NB) = Übernommene Vereine aus der Natureis-Bayernliga.  (A) = Absteiger, (N) = Neu in der Liga, (R) = Rückzieher
  Teilnehmer an der Meisterrunde  Absteiger / Rückzieher.

### Meister- und Aufstiegsrunde
|    | Mannschaft       | Spiele | Tore  | Diff. | Punkte |
| -- | ---------------- | ------ | ----- | ----- | ------ |
| 1. | ERC Selb         | 6      | 90:10 | +80   | 16     |
| 2. | EV Berchtesgaden | 6      | 44:23 | +21   | 10     |
| 3. | ASV Dachau       | 6      | 35:56 | −21   | 6      |
| 4. | VfL Denklingen   | 6      | 24:56 | −32   | 5      |
| 5. | TSV Kottern      | 6      | 21:69 | −48   | 1      |

 BLL-Meister und Aufsteiger  Rückzieher